# Ptilogyna (Plusiomyia) gracilis gracilis
Ptilogyna (Plusiomyia) gracilis gracilis is een ondersoort van de tweevleugelige Ptilogyna (Plusiomyia) gracilis uit de familie langpootmuggen (Tipulidae). De ondersoort komt voor in het Australaziatisch gebied.